# ホエア・イット・オール・ビギンズ
『ホエア・イット・オール・ビギンズ』（Where It All Begins）は、アメリカ合衆国のロック・バンド、オールマン・ブラザーズ・バンドが1994年に発表したスタジオ・アルバム。ウォーレン・ヘインズやアレン・ウッディを迎えた再々結成後のスタジオ・アルバムとしては3作目に当たる。

## 背景
フロリダ州のBRランチ・スタジオにおいて、スタジオ・ライヴという形でレコーディングされた。「テンプテーション・イズ・ア・ガン」は、ジャーニーのメンバーとして知られるニール・ショーンとジョナサン・ケインがグレッグ・オールマンと共作した曲である。
「ノー・ワン・トゥ・ラン・ウィズ」は、1994年公開の映画『カウボーイ・ウェイ/荒野のヒーローN.Y.へ行く』のサウンドトラックで使用されている。

## 反響・評価
アメリカのBillboard 200では45位に達し、『ブラザーズ・オブ・ザ・ロード』（1981年）以来の全米トップ50入りを果たした。また、『ビルボード』のメインストリーム・ロック・チャートでは「ノー・ワン・トゥ・ラン・ウィズ」が7位、「バック・ホエア・イット・オール・ビギンズ」が29位を記録した。
Bruce Ederはオールミュージックにおいて5点満点中3点を付け「グレッグ・オールマンによる率直なドラッグ・ソング"All Night Train"、ボ・ディドリー風のビートがドライヴする"No One to Run With"、輝かしきツイン・ギターの鍛錬が聴ける"Back Where It All Begins" といった聴き所が含まれている」と評している。

## 収録曲
特記なき楽曲はディッキー・ベッツ作。
1. オール・ナイト・トレイン "All Night Train" (Gregg Allman, Warren Haynes, Chuck Leavell) – 4:04
2. セイリン・クロス・ザ・デビルズ・シー "Sailin' 'Cross the Devil's Sea" (G. Allman, W. Haynes, Allen Woody, Jack Pearson) – 4:57
3. バック・ホエア・イット・オール・ビギンズ "Back Where It All Begins" – 9:12
4. ソウルシャイン "Soulshine" (Warren Haynes) – 6:44
5. ノー・ワン・トゥ・ラン・ウィズ "No One to Run With" (Dickey Betts, John Prestia) – 5:59
6. チェンジ・マイ・ウェイ・オブ・リヴィング "Change My Way of Living" – 6:14
7. ミーン・ウーマン・ブルース "Mean Woman Blues" – 5:01
8. エヴリバディズ・ガット・ア・マウンテン・トゥ・クライム "Everybody's Got a Mountain to Climb" – 4:01
9. ホワッツ・ダン・イズ・ダン "What's Done Is Done" (G. Allman, A. Woody) – 4:09
10. テンプテーション・イズ・ア・ガン "Temptation Is a Gun" (G. Allman, Jonathan Cain, Neal Schon) – 5:38

## 参加ミュージシャン
- グレッグ・オールマン - ボーカル、ハモンドオルガン、ピアノ
- ディッキー・ベッツ - ボーカル、ギター、アコースティック・ギター
- ウォーレン・ヘインズ - ボーカル、ギター
- アレン・ウッディ - ベース、フレットレスベース、6弦ベース、バックグラウンド・ボーカル
- ジェイ・ジョハンソン - ドラムス、パーカッション、バックグラウンド・ボーカル
- ブッチ・トラックス - ドラムス、パーカッション、バックグラウンド・ボーカル
- マーク・キニョーネス - コンガ、パーカッション